# Tao Yin
Cette page contient des caractères spéciaux ou non latins. S’ils s’affichent mal (▯, ?, etc.), consultez la page d’aide Unicode.
Tao Yin ou daoyin ou dao yin (chin. trad. 導引, chin. simpl. : 导引 pinyin: dǎoyǐn, « guidage et étirement ») est une forme de gymnastique douce chinoise pratiquée dès l’antiquité, pouvant être associée à des exercices respiratoires (tǔnà 吐納/吐纳), des exercices de concentration mentale (cúnsī 存思) et une technique d’acupression (diǎnxué 點穴/点穴). C’est l’une des nombreuses pratiques visant à préserver ou à rétablir la santé et à prolonger la vie appelées yǎngshēng (養生/养生). C'est aussi l’un des précurseurs des actuels qìgōng et de certaines techniques des courants d’alchimie interne comme Quanzhen. La gymnastique dǎoyǐn est particulièrement liée à la culture taoïste, mais a été adoptée également par des moines bouddhistes. 
Le terme dǎoyǐn est mentionné dans le Zhuangzi qui cite aussi les figures du « classique de l'ours » (xióngjīng 熊經/熊经) et de l’« oiseau qui s'étire » (niǎoshēn 鳥伸/鸟伸) que l’on retrouve sous les Hàn dans le « jeu des cinq animaux » (wǔqín xì 五禽戲/五禽戏). Un ensemble de quarante quatre « Figures de dǎoyǐn » (Dǎoyǐn tú 導引圖/导引图) a été retrouvé dans la tombe N°3 de Mawangdui.

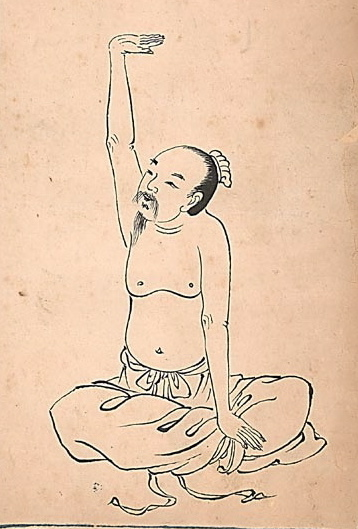
Une figure de Baduanjin

Différentes traditions sont apparues au fil du temps : le dǎoyǐn attribué aux deux immortels de l’antiquité Chìsōngzǐ (赤松子) et Wáng Zǐqiáo (王子喬/王子乔), la gymnastique respiratoire inventée par le moine Jiànzhēn (鑒真/鉴真) des Tang, le dǎoyǐn du moine Guǎngdù (廣渡/广渡) des Song, la série des « huit pièces de brocart » (bāduànjǐn 八段錦/八段锦) attribuée par la légende aux généraux Zhongli Quan des Han ou Yue Fei des Song - mais datant sans doute du XIIIe siècle - et la « méthode dǎoyǐn des personnes âgées » (lǎorén dǎoyǐn fǎ老人導引法) créé par Cáo Tíngdòng (曹廷棟/曹廷栋) des Qīng.
Le dǎoyǐn est pratiqué de préférence en intérieur, isolé du sol par une natte, dans une pièce ni trop vaste ni trop exigüe et de luminosité moyenne, pour préserver l’équilibre du yin et du yang. Pour un but thérapeutique, selon le Huangdi neijing, le moment de la journée et la direction à laquelle fait face le pratiquant doivent correspondre à l’élément de la partie souffrante.  
Selon Tao Hongjing, la période idéale pour tous les exercices est de 1 heure à 11 heures du matin, période où le souffle est à son apogée.